# Robbie Baldwin
Robert «Robbie» Baldwin, alias Speedball , Masked Marvel o Penance — Bola Veloz, Maravilla Enmascarada y Penitencia, respectivamente, en España—, es un personaje que aparece en los cómics publicados por Marvel Comics. 
Apareció por primera vez en The Amazing Spider-Man Annual #22 (1988) como un estudiante que adquiere poderes después de un accidente que lo convierten en el superhéroe conocido como Speedball. Tras una serie cancelada, se integra al grupo de los Nuevos Guerreros.
En Civil War, como consecuencia de varias catástrofes, los poderes y personalidad de Baldwin se transforman, por lo que cambia su identidad a Penance y se une a los Thunderbolts.

## Historia

### Origen
Robbie Baldwin nació en Springdale, Connecticut, de una madre que protagonizó una telenovela con Mary Jane Watson. Como estudiante de secundaria, se convierte en un aventurero disfrazado y luchador contra el crimen después de un accidente en el Laboratorio de Investigación Hammond, donde trabaja a tiempo parcial como trabajador de laboratorio. Cuando los científicos de Hammond intentan acceder a una misteriosa fuente de energía de otra dimensión, la energía bombardea a Baldwin. Baldwin sobrevive a la experiencia, pero se encuentra rodeado de burbujas de energía y vestido con un extraño traje.
Minutos después, durante una batalla con algunos ladrones que quieren ir al laboratorio, Baldwin descubre que su cuerpo genera ahora un campo de energía cinética que lo protege del impacto y lo convierte en un dínamo rebotante de energía cinética. Se llama Speedball, Baldwin se convierte en un crimen-luchador en su ciudad natal de Springdale, Connecticut. El padre de Baldwin, Justin, un abogado de distrito exitoso, y su madre Madeline, exmaestra de telenovelas, tienen problemas matrimoniales, mientras Baldwin secretamente lidera su doble vida. Esta situación conduce al estrés doméstico que se intensifica con el tiempo, impulsado en parte por el conflicto entre Robbie y su padre, que como abogado de distrito se espera que defienda Springdale. 
La fuente de energía también afecta a Niels, un gato perteneciente a uno de los científicos, dándole los mismos poderes. Speedball hace una serie de intentos de atrapar al gato, con la esperanza de que el estudio de Niels, le daría un mejor control de sus poderes. Más tarde se enteraría de que un científico malvado, Clyde, también estaba detrás del gato, con la esperanza de ganar poderes similares a Speedball, y supuestamente había creado la mayoría de los supervillanos en Springdale con este fin. Speedball más tarde adoptaría el gato, bajo el nombre de Hairball, que eventualmente tendría sus propias súper-aventuras con las Mascotas de los Vengadores.
Mientras que todavía es un luchador inexperto, Speedball conoce a Spider-Man y Daredevil durante una guerra entre Kingpin y los secuaces del Alto Evolucionador.

### Nuevos Guerreros
Mientras compra en la ciudad de Nueva York con su madre, Robbie Baldwin se une a una batalla entre Terrax y varios superhéroes. Los héroes se convierten en los miembros fundadores de los Nuevos Guerreros, y Baldwin acepta unirse al equipo. El viaje de Connecticut a la sede del equipo en la ciudad de Nueva York es difícil y Baldwin con frecuencia llega tarde a las reuniones formales de Night Thrasher. Con los Nuevos Guerreros, lucha contra Psionex. Finalmente, revela su doble identidad a los Nuevos Guerreros, y cuando Speedball y los Nuevos Guerreros luchan contra la Fuerza de la Naturaleza poco después, su madre también se entera de su identidad de superhéroe. Su padre aprende la verdad algún tiempo después.
Después de que la madre de Baldwin descubra su identidad secreta, el matrimonio de sus padres termina y Baldwin se muda permanentemente a la ciudad de Nueva York. Baldwin encuentra amistad con todos sus compañeros Nuevos Guerreros, pero sus amistades más cercanas son con Nova y Rage. Después de que Baldwin es transportado a la dimensión de la que derivan sus poderes, Darrion Grobe se une a los Nuevos Guerreros como Speedball, aunque los otros miembros creen que él es Baldwin. Baldwin regresa de la dimensión cinética y comienza una breve relación con Timeslip.

### Guerra Civil
Al comienzo de la historia de la "Guerra Civil", los Nuevos Guerreros intentaron detener a un grupo de supervillanos en Stamford, Connecticut, por su programa de televisión "reality show". Nitro, uno de los criminales, crea una explosión que mata a 612 civiles, incluidos 60 niños, así como a los Nuevos Guerreros, con la excepción de Robbie Baldwin. Este evento desencadena el impulso para el registro de superhéroes en el corazón de la "Guerra Civil". Baldwin se presume muerto después del incidente, pero se lo encuentra con vida luego de que la explosión lo arroje a más de 500 millas (800 km); su campo cinético lo mantuvo vivo, pero como resultado se "quemó".
Después de despertar de un coma, Baldwin es arrestado por S.H.I.E.L.D. y colocado en una prisión federal. Además, su propia madre lo niega. Después de que descubre que sus poderes aún son funcionales, Baldwin es llevado a la nueva penitenciaría llamada Zona Negativa Prisión Alpha. Reed Richards, el creador de la instalación, le ofrece a Baldwin la oportunidad de testificar ante el Congreso; Sin embargo, en los escalones de la Capital, Baldwin recibe un disparo de un asaltante y se lo llevan en una ambulancia. Baldwin se recupera de la herida (sin embargo, los fragmentos de bala permanecen inoperablemente alojados cerca de su columna vertebral), y Richards determina que los poderes de Baldwin están evolucionando. Baldwin frustra un escape de la prisión y dice que cumplirá con la Ley de registro sobrehumano.
Superado por la culpa y loco por su tratamiento, Baldwin ordena una nueva armadura que presenta 612 picos internos (el número de víctimas de Nitro en Stamford) para activar sus poderes. Baldwin luego se recalienta a sí mismo "Penitencia" y es asignado a los Thunderbolts.
Renovado del personaje como Penitencia, se satirizan en Deadpool / Vengadores de los Grandes Lagos - Verano Espectacular Divertido, en la que Chica Ardilla (que tiene una relación con Speedball y su primer beso) se enfrenta a Robbie después de aprender de su transformación en Penitencia. Robbie le dice a Chica Ardilla que se convirtió en Penitencia no por su culpa, sino para llegar a ser "profundo" y para escapar de su carácter de personaje de comedia. Además, revela que ha creado un traje similar para su gato de mascota Niels (a quien ha renombrado "P-Cat, el Gato Penitencia"), mientras golpeaba la cabeza contra la pared.

### Thunderbolts
Después de los acontecimientos de la "Guerra Civil", Robbie Baldwin se une al nuevo equipo de Thunderbolts patrocinado por el gobierno de Norman Osborn, que comprende sobre todos los supervillanos que se están forzando a reformar. En una de las primeras misiones del nuevo equipo, Osborn envía a Bullseye y a Penitencia para tratar con un vigilante llamado Americop. Bullseye obliga a Baldwin a usar sus poderes para paralizar al vigilante. Después de descubrir que Osborn dio la orden a Bullseye para hacer esto, Baldwin destruye un costoso dispositivo de escucha de Osborn, mientras recuerda a su jefe que a diferencia de muchos de los Thunderbolts bajo el liderazgo de Osborn, no tiene ningún nanite a prueba de fallos en el que obliga a su cumplimiento.
Durante la misión del equipo para capturar a la Araña de Acero, Penitencia sufre un colapso mental y golpea su cabeza contra una pared de ladrillo mientras remarca que él "no es lo suficientemente bueno". Encontrado por su compañero de equipo el Hombre Radioactivo, Penitencia es finalmente traído de vuelta a la Montaña Thunderbolts, donde brutalmente asalta a uno de los prisioneros después de burlarse de Baldwin por su papel en la tragedia de Stamford. Osborn se acerca a matar a Baldwin, pero Moonstone, líder de campo del equipo, persuade que Baldwin podría ser manipulado y explotado como un ejecutor de nivel Hulk para los planes de Osborn.
Sin embargo, debido a los crecientes signos de inestabilidad de Baldwin, Doc Samson llega a la sede de Thunderbolts para brindarle asistencia psiquiátrica adicional, adelantándose al plan de Moonstone de ser el terapeuta de Baldwin y explotar su frágil estado mental para sus propios fines. Samson ayuda a Penitencia a concentrar sus poderes en su estado original, que utiliza para derrotar a Moonstone en combate cuando (bajo la influencia de un grupo de telépatas renegados) Moonstone intenta matar a Samson.
Los Thunderbolts luchan contra el excompañero de equipo de los New Warriors y el mejor amigo de Baldwin, Nova, después de haber regresado recientemente a la Tierra. Después de la pelea, Baldwin se enfrenta a Nova en su casa e insta a registrarse en la Iniciativa. Ver a Baldwin en este estado hace que Nova regrese al espacio.
En última instancia, Baldwin se aleja de los Thunderbolts y los guía en una serie de salvajes aventuras de ganso mientras Baldwin, con la ayuda de Wolverine, se dirige a Latveria para traer de vuelta a Nitro y hacerle juicio por ese acto de asesinato en masa. Durante esta aventura, Baldwin roba la mala fortuna de Mendel Stromm, el antiguo empleado y rival de Norman, después de robar la información que Osborn obtuvo en Stromm ilegalmente a través de la posición de Osborn con los Thunderbolts. Se enfrenta al Doctor Doom como parte de su búsqueda. Doom finalmente concede la pelea y renuncia a Nitro después de darse cuenta de que derrotar a Baldwin lo obligaría a conectarse a las centrales nucleares secretas de Latveria, lo que podría revelar su existencia al mundo exterior. Después de donar en secreto la fortuna de Stromm a la caridad, para la reconstrucción de Stamford, Baldwin arregla un nuevo traje de Penitencia (con la misma apariencia aunque menos picos que el anterior) construido después de bloquear a Nitro en el anterior. Nitro está preso, pero Robbie permanece en la demanda y regresa a los Thunderbolts.
Durante la Invasión Secreta, los Thunderbolts se envían para proteger a Washington de los Skrulls. Poco después, Moonstone droga la penitencia y proclama que, como psiquiatra, tendrá que estar permanentemente comprometido con el hospital corrupto de máxima seguridad más cercano.
Poco después es asignado a la Iniciativa, dónde comienza a recuperar la cordura con ayuda de Trauma, el psicólogo de la Iniciativa, durante una batalla con Ragnarok. Una vez que se da cuenta de que Norman Osborn solo lo estaba usando y manipulaba a los miembros de la Iniciativa, decide usar sus nuevos poderes para liderar un motín en contra de Osborn. Durante aquella batalla, termina reencontrándose con su antiguo compañero, Justice, quien lideraba un equipo de Nuevos Guerreros para atacar a Osborn. 
Juntos, Robbie y Justice jugaron un papel clave en la derrota de Norman Osborn, por lo que Steve Rogers lo recompensó convirtiéndolo en un Vengador. Tras ello, regresó a su vieja identidad de Speedball y se unió como profesor de la Academia Vengadores, dónde esperaba enseñar a los nuevos súper héroes para que no cometan sus mismos errores. 
Tiempo después, sucederían los acontecimientos de Fear Itself, dónde Speedball ganaría el perdón del público y decidiría abandonar a los Vengadores. Junto a Justice, comenzarían a viajar por los Estados Unidos, hasta que se encontraron con Sam Alexander, el nuevo Nova y lo ayudaron durante Infinity. 
Speedball vio este encuentro como una señal para reunir a un nuevo equipo de Nuevos Guerreros, reclutando al nuevo Nova y a otros héroes adolescentes de distintas razas. En este equipo se hizo bastante cercano a Hummingbird, que parecía interesada en él. Este grupo de Nuevos Guerreros se enfrentaría contra el Alto Evolucionador y los Eternals, frustrando sus planes para exterminar a todas las razas superhumanas de la Tierra.

## Poderes y habilidades

### Penitencia
Ondas de choque hipercinéticas: Luego del intento de asesinato, los poderes de Robbie cambiaron, por lo que ahora pueden ser utilizados solo al sentir dolor. Su armadura le crea un dolor constante, lo que le permite usar sus poderes cuando quiera. Estas ondas pueden viajar distancias considerables, destruyendo la mayoría de los objetos a su paso y en su área de efecto, y finalmente da en el blanco, golpeándolo con una fuerza que podría matar a un humano normal con facilidad.

### Speedball
Campo de energía cinética: Originalmente, al transformarse en Speedball, estaba envuelto en un campo cinético de energía desconocida, que podía absorber los impactos dirigidos hacia él, así como resistir ataques físicos o explosiones. Cuando se transformaba en Speedball aparecía con un traje amarillo y dorado, y se rodeaba de "burbujas" flotantes de colores. Luego de años, Robbie aprendió a usar su campo para extenderlo, golpeando a sus oponentes, o utilizando el despliegue de colores para distraer a los enemigos. Este campo también podía usarlo para realizar todo tipo de acrobacias y hasta volar. Además, podía enfocarlo para golpear con más fuerza y hasta usarlo para atraer objetos. Sus "burbujas" podía contenerlas también en un campo cinético y ser lanzadas para causar daños.

## En otros medios

### Televisión
- Speedball hace una breve aparición en Fantastic Four en "To Battle the Living Planet" y "Doomsday".
- Speedball aparece en Ultimate Spider-Man: Web Warriors, en los episodios de "El Agente Venom" y "La Nueva Araña de Hierro", solo en una imagen junto a Gravedad, Echo y Tritón que fueron vistos en la pantalla de S.H.I.E.L.D., lo que indica una posibilidad para que se una.
- Calum Worthy interpretará a Speedball en la serie de televisión New Warriors de acción en vivo.[33][34] En septiembre de 2019 se anunció que la serie se cancelaba al no encontrar un canal en el que emitiría.

### Videojuegos
- En el videojuego The Amazing Spider-Man: Lethal Foes (que solo se lanzó en Japón), Speedball hace una breve aparición entre niveles para hablar con Spider-Man.
- En el videojuego Ultimate Spider-Man, Spider-Man bromea diciendo que Speedball es más rápido que la Antorcha Humana.
- Penance es un personaje jugable en Marvel: Ultimate Alliance 2, con la voz de Benjamin Diskin. La voz de Speedball se escucha durante la escena de Stamford. Robbie Baldwin aparece en dos registros de audio: el primero es un comercial de The New Warriors Reality Show, y el segundo es que está recibiendo su nuevo disfraz, donde explica en detalle para quién es el disfraz y por qué. She-Hulk es disuadida de defender Speedball. Más tarde, los héroes lo encuentran guardando el portal de la Prisión 42 en la Zona Negativa. Durante la lucha con él, algunos prisioneros se liberan y lo derrotan. Después de que los prisioneros son derrotados y Nick Fury llega, Penance se convierte en un personaje jugable y ayuda a los héroes a entrar en la Prisión 42, y señala que respeta a los jugadores por su interés en salvar a inocentes, mientras que los otros héroes están ocupados luchando entre sí en la Guerra Civil. Después de los eventos de Prison 42, tanto She-Hulk como Estrella de Fuego expresan su conmoción por el repentino cambio de Robbie durante las conversaciones con él. El traje alternativo de Penance lo tiene desenmascarado, en topless y descalzo, revelando su cuerpo cicatrizado. En la versión de Wii, Penance puede ser reclutado como un personaje jugable al completar una misión secundaria que lo presenta bajo las condiciones en que se derrota a 75 enemigos controlados por nanómetros, un mini-jefe es derrotado y el jugador obtiene una cierta cantidad de puntos al derrotar. enemigos. Una vez reclutado, Penance puede formar el equipo de Thunderbolts junto con Songbird, Venom y el Duende Verde.
- Speedball aparece en Marvel Heroes. Es secuestrado por los Ejecutores que casi lo matan. Sin embargo, es rescatado justo a tiempo por Jean DeWolff matando a los Ejecutores en el proceso.